# Woomera
Woomera és un camp de tir i proves de projectils, coets i bombes atòmiques i d'hidrogen, al nord-oest d'Austràlia, a l'estat d'Austràlia Meridional, en ple desert. Annexa a ell es troba la ciutat del mateix nom, on resideixen els investigadors empleats en els laboratoris. És una regió prohibida i molt vigilada. Els aborígens que vivien en aquest desert van ser traslladats a altres regions. Woomera també és el nom d'una arma d'impuls que utilitzaven els aborígens i coneguda com a átlatl en altres cultures.